# ISO 3166-2:AZ

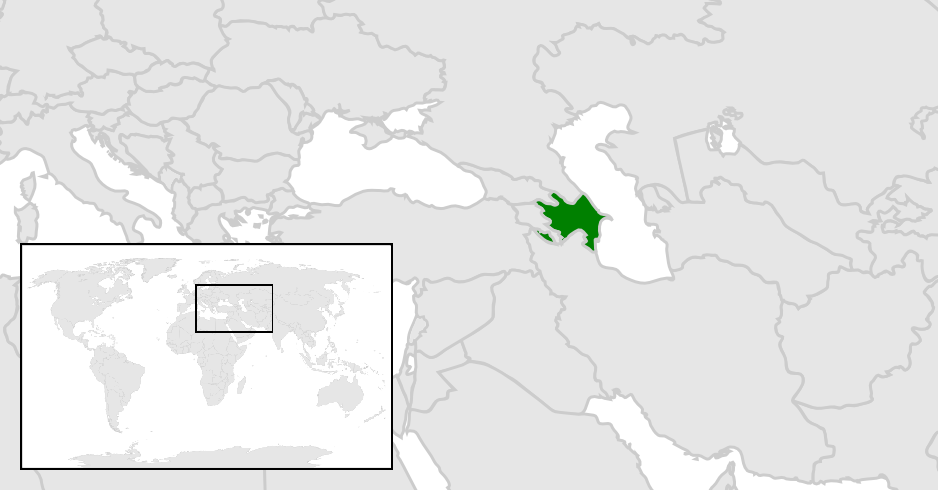
Vị trí Azerbaijan

ISO 3166-2:AZ là chuẩn ISO định nghĩa mã địa lý. Nó là tập con của ISO 3166-2 áp dụng cho Azerbaijan.
Nó gồm 1 cộng hòa tự trị, 11 thành phố, và 65 rayon.

## Thư thông tin
- ISO 3166-2:2002-05-21

## Mã

### Cộng hòa tự trị
| Mã    | Tên (az) | Tên quốc tế(en) |
| ----- | -------- | --------------- |
| AZ-NX | Naxçıvan | Nakhchivan      |

### Thành phố và rayon
| Code   | Tên (az)   | Tên quốc tế (en) | Loại      | Phân loại trên |
| ------ | ---------- | ---------------- | --------- | -------------- |
| AZ-ABS | Abşeron    | Absheron         | rayon     | —              |
| AZ-AGC | Ağcabədi   | Aghjabadi        | rayon     | —              |
| AZ-AGM | Ağdam      | Aghdam           | rayon     | —              |
| AZ-AGS | Ağdaş      | Agdash           | rayon     | —              |
| AZ-AGA | Ağstafa    | Aghstafa         | rayon     | —              |
| AZ-AGU | Ağsu       | Aghsu            | rayon     | —              |
| AZ-AST | Astara     | Astara           | rayon     | —              |
| AZ-BAB | Babək      | Babek            | rayon     | NX             |
| AZ-BA  | Bakı       | Baku             | thành phố | —              |
| AZ-BAL | Balakən    | Balakan          | rayon     | —              |
| AZ-BAR | Bərdə      | Barda            | rayon     | —              |
| AZ-BEY | Beyləqan   | Beylagan         | rayon     | —              |
| AZ-BIL | Biləsuvar  | Bilasuvar        | rayon     | —              |
| AZ-CAB | Cəbrayıl   | Jabrayil         | rayon     | —              |
| AZ-CAL | Cəlilabad  | Jalilabad        | rayon     | —              |
| AZ-CUL | Culfa      | Julfa            | rayon     | NX             |
| AZ-DAS | Daşkəsən   | Dashkasan        | rayon     | —              |
| AZ-FUZ | Füzuli     | Fuzuli           | rayon     | —              |
| AZ-GAD | Gədəbəy    | Gadabay          | rayon     | —              |
| AZ-GA  | Gəncə      | Ganja            | thành phố | —              |
| AZ-GOR | Goranboy   | Goranboy         | rayon     | —              |
| AZ-GOY | Göyçay     | Goychay          | rayon     | —              |
| AZ-GYG | Göygöl     | Goygol           | rayon     | —              |
| AZ-HAC | Hacıqabul  | Hajigabul        | rayon     | —              |
| AZ-IMI | İmişli     | Imishli          | rayon     | —              |
| AZ-ISM | İsmayıllı  | Ismayilli        | rayon     | —              |
| AZ-KAL | Kəlbəcər   | Kalbajar         | rayon     | —              |
| AZ-KAN | Kǝngǝrli   | Kangarli         | rayon     | NX             |
| AZ-KUR | Kürdəmir   | Kurdamir         | rayon     | —              |
| AZ-LAC | Laçın      | Lachin           | rayon     | —              |
| AZ-LA  | Lənkəran   | Lankaran City    | thành phố | —              |
| AZ-LAN | Lənkəran   | Lankaran         | rayon     | —              |
| AZ-LER | Lerik      | Lerik            | rayon     | —              |
| AZ-MAS | Masallı    | Masally          | rayon     | —              |
| AZ-MI  | Mingəçevir | Mingachevir      | thành phố | —              |
| AZ-NA  | Naftalan   | Naftalan         | thành phố | —              |
| AZ-NV  | Naxçıvan   | Nakhchivan City  | thành phố | NX             |
| AZ-NEF | Neftçala   | Neftchala        | rayon     | —              |
| AZ-OGU | Oğuz       | Oghuz            | rayon     | —              |
| AZ-ORD | Ordubad    | Ordubad          | rayon     | NX             |
| AZ-QAX | Qax        | Gakh             | rayon     | —              |
| AZ-QAZ | Qazax      | Gazakh           | rayon     | —              |
| AZ-QAB | Qəbələ     | Gabala           | rayon     | —              |
| AZ-QOB | Qobustan   | Gobustan         | rayon     | —              |
| AZ-QBA | Quba       | Guba             | rayon     | —              |
| AZ-QBI | Qubadlı    | Gubadlı          | rayon     | —              |
| AZ-QUS | Qusar      | Gusar            | rayon     | —              |
| AZ-SAT | Saatlı     | Saatly           | rayon     | —              |
| AZ-SAB | Sabirabad  | Sabirabad        | rayon     | —              |
| AZ-SBN | Şabran     | Shabran          | rayon     | —              |
| AZ-SAH | Şahbuz     | Shahbuz          | rayon     | NX             |
| AZ-SAL | Salyan     | Salyan           | rayon     | —              |
| AZ-SMI | Şamaxı     | Shamakhi         | rayon     | —              |
| AZ-SMX | Samux      | Samukh           | rayon     | —              |
| AZ-SAD | Sədərək    | Sadarak          | rayon     | NX             |
| AZ-SA  | Şəki       | Shaki City       | thành phố | —              |
| AZ-SAK | Şəki       | Shaki            | rayon     | —              |
| AZ-SKR | Şəmkir     | Shamkir          | rayon     | —              |
| AZ-SAR | Şərur      | Sharur           | rayon     | NX             |
| AZ-SR  | Şirvan     | Shirvan          | thành phố | —              |
| AZ-SIY | Siyəzən    | Siyazan          | rayon     | —              |
| AZ-SM  | Sumqayıt   | Sumgayit         | thành phố | —              |
| AZ-SUS | Şuşa       | Shusha           | rayon     | —              |
| AZ-TAR | Tərtər     | Tartar           | rayon     | —              |
| AZ-TOV | Tovuz      | Tovuz            | rayon     | —              |
| AZ-UCA | Ucar       | Ujar             | rayon     | —              |
| AZ-XAC | Xaçmaz     | Khachmaz         | rayon     | —              |
| AZ-XA  | Xankəndi   | Khankendi        | thành phố | —              |
| AZ-XIZ | Xızı       | Khizi            | rayon     | —              |
| AZ-XCI | Xocalı     | Khojaly          | rayon     | —              |
| AZ-XVD | Xocavənd   | Khojavend        | rayon     | —              |
| AZ-YAR | Yardımlı   | Yardimli         | rayon     | —              |
| AZ-YE  | Yevlax     | Yevlakh City     | thành phố | —              |
| AZ-YEV | Yevlax     | Yevlakh          | rayon     | —              |
| AZ-ZAQ | Zaqatala   | Zagatala         | rayon     | —              |
| AZ-ZAN | Zəngilan   | Zangilan         | rayon     | —              |
| AZ-ZAR | Zərdab     | Zardab           | rayon     | —              |

Notes
1. 1 2  Chỉ dùng tham khảo tên quốc tế